# Памятник польским солдатам и немецким антифашистам (Берлин)
Памятник польским солдатам и немецким антифашистам (нем. Denkmal des polnischen Soldaten und deutschen Antifaschisten), (пол. Pomnik Żołnierza Polskiego i Niemieckiego Antyfaszysty)  является главным немецким монументом, посвящённым памяти польских солдат, погибших во время Второй мировой войны, а также важным мемориалом немецкого движения Сопротивления.

## История
Во время значительного улучшения отношений между ГДР и ПНР возник замысел возведения монумента в память о сотрудничестве между Войском Польским и немецкими борцами с нацизмом.
Мемориал открыт в Берлине по инициативе властей ГДР в 1972 году. Находится в народном парке берлинского района Фридрихсхайн. Расположен у подножия холма с сооружённой на нём стеной, где рельефно выделяется лозунг Тадеуша Костюшко: «За вашу и нашу свободу» на польском и немецком языках (пол. Za naszą i waszą wolność), (нем. Für eure und unsere Freiheit).

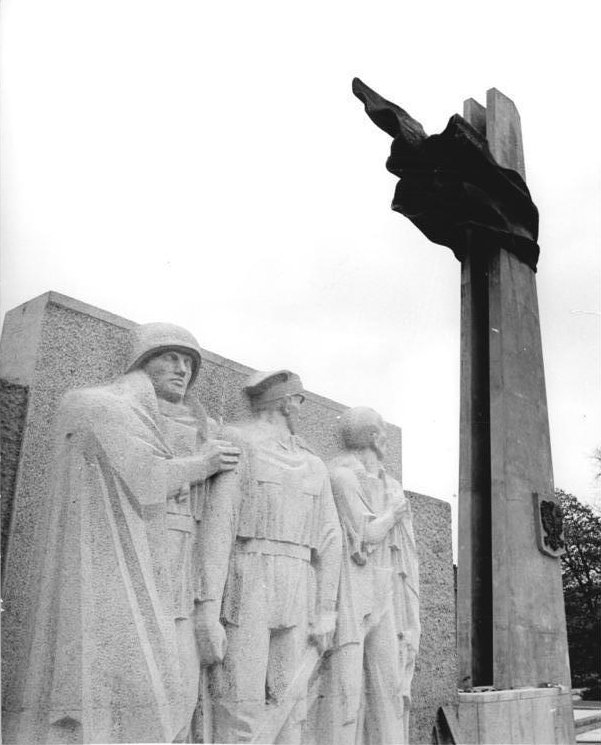
Фотоархив 1972 года

Памятник изготовлен из силезского серого гранита. Скульпторы — Зофья Вольска (ПНР), Тадеуш Лодзян (ПНР), Арнд Виттиг (ГДР), Гюнтер Меркель (ГДР). Основная часть представляет собой две одинаковые 15-метровые колонны, связанные бронзовым флагом в единую конструкцию. Мемориал включает гранитный горельеф с изображением польского и советского солдата, а также немецкого подпольщика.

## Современное состояние
В 1995 году, после объединения Германии, памятник был отреставрирован, добавлены плиты с текстом на трёх языках (польском, немецком и русском) в память о польских и немецких подпольщиках, о борцах всех групп сопротивления фашизму и о жертвах нацизма.
На двух сторонах вертикальной стелы при реставрации были сохранены гербы ПНР и ГДР.
По случаю памятных дат во время торжественных церемоний к подножью мемориала возлагаются венки.

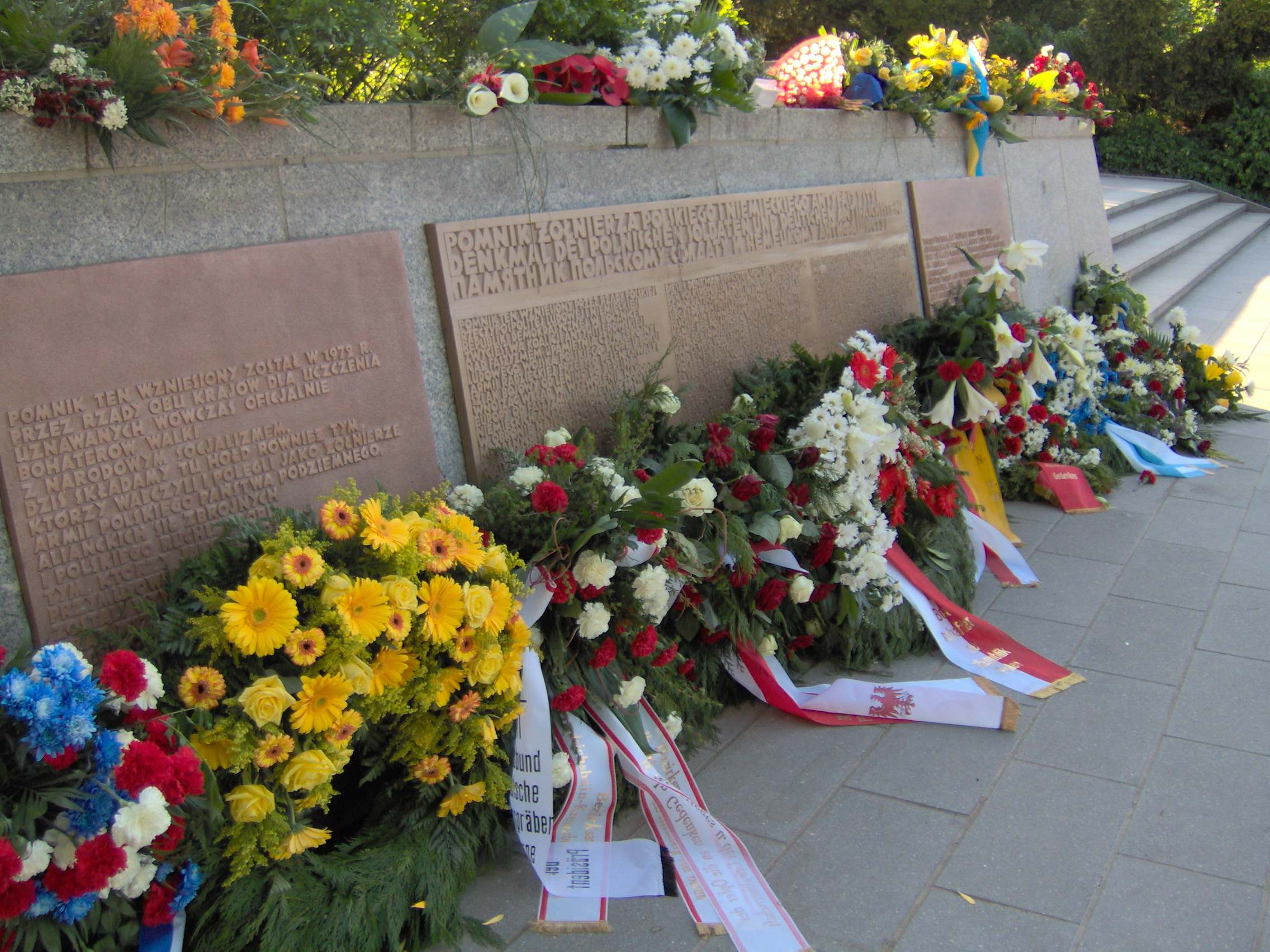
Венки у подножья памятника. Фото 2009 года

Площадки возле памятника стали излюбленным местом скейтбордистов. Мемориал часто подвергается вандализму, в связи с чем одна из немецких компаний предложила профинансировать работы по его консервации.